# 渡部一二
渡部 一二（わたべ かずじ、1938年 - ）は、日本の水辺研究家、建築家。多摩美術大学名誉教授。農学博士。全国各地の水辺、運河、用水路の研究と水空間の計画・デザインに多く携わる。世田谷区在住。

## 経歴
1938年、北海道小樽市生まれ。その後愛媛県で育つ。
1965年に前橋工業短期大学（現前橋工科大学）を卒業後、日本大学理工学部に進学。1967年に同校建築学科を卒業し、内井昭蔵建築設計事務所に入所。
その後東京藝術大学大学院に進学し、1972年同大学院修士課程修了後、都市計画コンサルタント創造社に勤務及多摩美術大学専任講師。1992年、同大学教授。東京農工大学より農学博士授与。論文の題は「農業用水路の再生に関する多面利用形態と空間構造の研究」。水空間デザイン研究所を設立。

## 主な業績
- 胆沢町立若柳小学校計画
- 郡上八幡 水の町ポケットパーク
- 神戸ポートアイランド博覧会 ハートピア館
- 大町市 ポケットパーク計画
- 川はともだち 八王子湧水ネックレス構想
- 武蔵学園内濯川蘇生計画（東京都練馬区）

## 著書
- 生きている水路　東海大学出版会 1984
- 水網都市（共著）学芸出版会 1987
- 水縁空間（共著）住まいの建築出版局 1995
- 水路の親水空間計画とデザイン 技報堂出版 1996
- 建築と都市の水環境計画（共著） 彰国社 1991
- 江戸の川・復活 東海大学出版会 2008